# キム・スアン
キム・スアン（韓国語：김수안、2006年1月27日 - ）は、Blossomエンターテインメント所属の大韓民国の女優である。

## 出演

### 映画
- ごめんね、ありがとう（2011年）- パク・フンシク役
- 今日（2011年）- イ・チョンヒャン役
- 新村ゾンビ漫画（2014年）[1]
- 明日へ（2014年）[2]
- 怖い話3：火星から来た少女（2016年）- ミン・ギュドン役
- 新感染 ファイナル・エクスプレス（2016年）- スアン役[3]
- ネット（2016年）- キム・ギドク役
- 軍艦島（2017年）- リュ・スンワン役[4]
- 長山犯（2017年）- ホジョン役
- 神と共に 第一章：罪と罰（2017年）- キム・ヨンファ役
- 運動会（2018年）- キム・ジンテ役
- 全く同じである彼女（2019年）- ゴンジュ役[5]
- サイレンス（2021年）- キム・テゴン役

### ドラマ
- 我が家のロマンス（2015年、MBC）- ハ・ハナ役
- あなたに似た人（2021年、JTBC）- アン・リサ役
- 朝鮮精神科医ユ・セプン（2021年、tvN）- イ・プブン役
- 朝鮮精神科医ユ・セプン2（2023年、tvN）- イ・プブン役[6]

### バラエティ
- 屋根裏部屋の問題息子（2019年、KBS2）

### ラジオ
- チェ・ファジョンのパワータイム（2019年、SBSパワーFM）

### 広告
- SKテレコム

## 賞とノミネート
| 年度 | 授賞式                         | カテゴリー   | 結果       | 作品               |
| ---- | ------------------------------ | ------------ | ---------- | ------------------ |
| 2014 | 第1回DMC短編映画フェスティバル | 特別功労賞   | 受賞       |                    |
| 2014 | 第31回釜山国際映画祭           | 演技賞       | 受賞       |                    |
| 2015 | 第2回野花映画賞                | 新人子役賞   | 受賞       | 新村ゾンビ漫画     |
| 2017 | 第26回釜日映画賞               | 最優秀子役賞 | 受賞       | 軍艦島             |
| 2017 | 第1回ソウルアワード            | 特別俳優賞   | 受賞       | 軍艦島             |
| 2017 | 第38回青龍映画賞               | 人気スター賞 | 受賞       | 軍艦島             |
| 2017 | 第6回韓国映画俳優協会スター賞  | 人気スター賞 | 受賞       | 軍艦島             |
| 2018 | 第28回春史映画祭               | 子役賞       | ノミネート | 軍艦島             |
| 2020 | 第20回大韓民国青少年映画祭     | 人気スター賞 | 受賞       | 全く同じである彼女 |